# 贝尔蒙莱达尔内
贝尔蒙莱达尔内（法語：Belmont-lès-Darney，法語發音：[bɛlmɔ̃ lɛ daʁnɛ] ⓘ，意为“达尔内附近的贝尔蒙”）是法国大東部大區孚日省的一个市镇，属于讷沙托区。

## 地理
贝尔蒙莱达尔内（48°5'9"N, 6°0'41"E）面积3.99 平方千米，位于法国大東部大區孚日省，该省份为法国东北部内陆省份，北起默兹省和默尔特-摩泽尔省，西接上马恩省，南至上索恩省和贝尔福地区省，东临上莱茵省和下莱茵省。
与贝尔蒙莱达尔内接壤的市镇（或旧市镇、城区）包括：农维尔、勒朗日、阿蒂尼、达尔内。

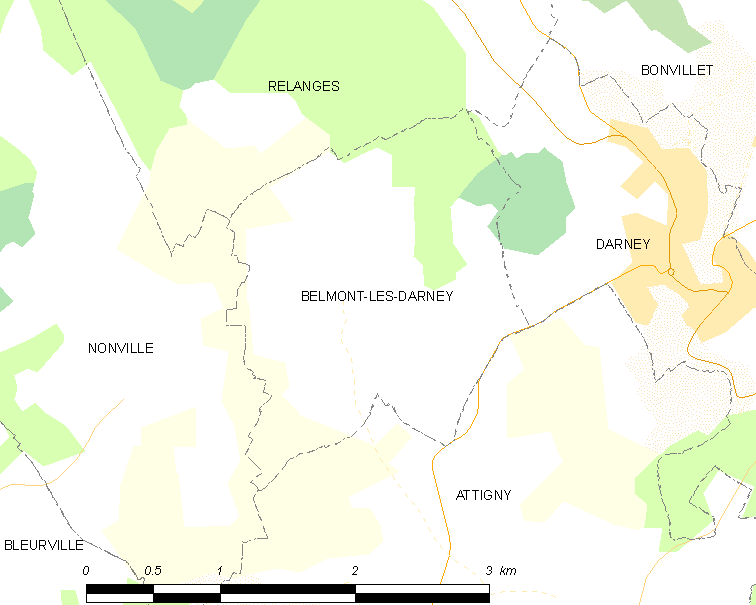
贝尔蒙莱达尔内的OSM定位图

贝尔蒙莱达尔内的时区为UTC+01:00、UTC+02:00（夏令时）。

## 行政
贝尔蒙莱达尔内的邮政编码为88260，INSEE市镇编码为88049。

## 政治
贝尔蒙莱达尔内所属的省级选区为达尔内县。

## 人口

1962-2008年间贝尔蒙莱达尔内人口变化图示

贝尔蒙莱达尔内于2022年1月1日时的人口数量为109人。